# St. Barbara (Osnabrück)
Koordinaten: 52° 17′ 15,1″ N, 8° 1′ 27,2″ O
Die Kirche St. Barbara ist eine katholische Pfarrkirche im Osnabrücker Stadtteil Westerberg.

## Geschichte
Mit dem Wachsen von Siedlungen im Bereich des Westerberges in der Zwischenkriegszeit strebten die ansässigen Katholiken den Bau einer eigenen Kirche an, da sie auf Kirchen in der Innenstadt angewiesen waren. Nach dem Zweiten Weltkrieg stieg die Zahl der Katholiken nochmals durch den Zuzug von Flüchtlingen aus Schlesien an, sodass ein Kirchenbau unumgänglich wurde. 
Der britische Standortkommandant der Garnison Osnabrück hatte schon zuvor in einer ehemaligen Wehrmachtsbaracke an der Ecke Barbara-/ Sedanstraße eine katholische Kapelle für Armeeangehörige einrichten lassen. 1946 wurde einer Bitte der Domgemeinde, dass auch für Deutsche dort Gottesdienste gelesen werden, durch die britische Garnison stattgegeben. Die Baracke sollte 1947 beseitigt werden, jedoch erreichte man ihre Versetzung zur Sedanstraße. 
Später erwarb man an der Ecke Natruper-/Barbarastraße ein Grundstück, wo eine Kirche aus Stein errichtet werden sollte. Die Barbarastraße trug schon seit 1908 den Namen nach der Schutzpatronin der Artilleristen, welche zu der Zeit dort in der Kaserne lagen.
Als Architekten planten Ernst Kroeber und Hans Rickmann 1961 die Kirche, der erste Spatenstich erfolgte am 18. Februar 1962 durch Dompfarrer Franz Kramer. Die Grundsteinlegung erfolgte am 12. August 1962 durch Generalvikar Wilhelm Ellermann. Gleichzeitig mit der Weihe der Kirche erfolgte die Abpfarrung aus der Domgemeinde durch Bischof Helmut Hermann Wittler am 4. September 1965.

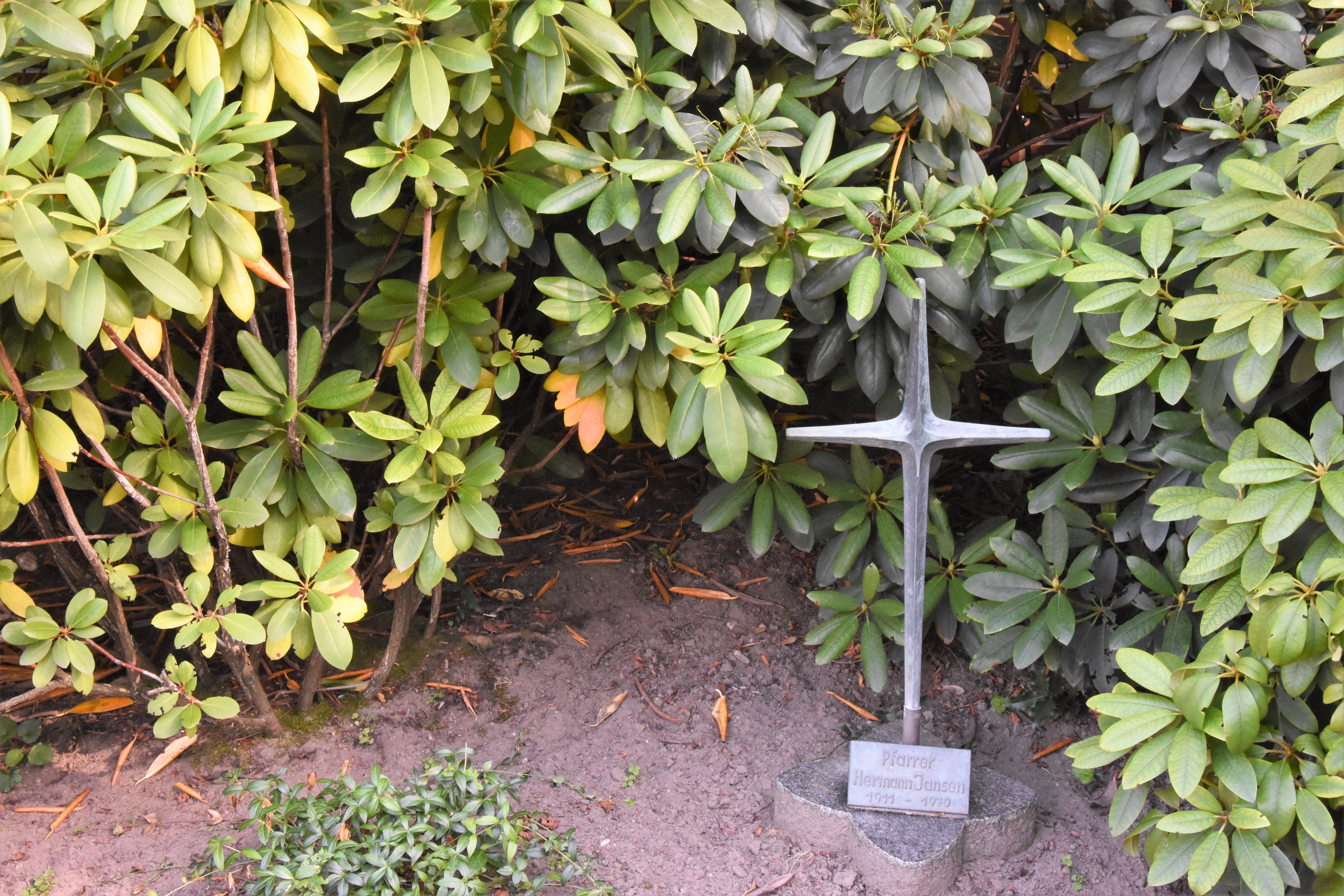
Gedenkkreuz für Pfarrer Hermann Jansen

1977 wurde in der Kirche Akustikputz angebracht, um die Schallverhältnisse zu verbessern. Da der Putz aber bald schon bröckelig wurde, ist er durch Lochsteine ergänzt worden.
Im Juli 1990 wurden vier Glocken mit den Namen: Barbara, Maria, Petrus und Niels Stensen angeschafft und im Turm aufgehängt.
2009 und 2010 wurde die Fassade der Kirche restauriert.
Mittlerweile ist St. Barbara durch Kirchenfusion eine Filialkirche der Domgemeinde.
Mit der vermehrten Ankunft ukrainischer Kriegsflüchtlinge im Raum Osnabrück ab Februar 2022 bildete sich eine Gemeinde der ukrainischen griechisch-katholischen Kirche, die ihre Gottesdienste in St. Barbara abhält. Im Juli 2023 wurde mit Nazariy Yasinovsky ein eigener Priester geweiht, der designiert ist, die Leitung der Gemeinde im September 2023[veraltet] zu übernehmen.

## Außen
Der Kirchturm hat eine Höhe von 36 Metern.
1966 wurden die Kirche um ein Pfarrhaus, Jugendheim sowie Kindergarten erweitert.
1970 starb Pfarrer Hermann Jansen, welcher der erste Pfarrer der Kirchengemeinde war. An einer Seite der Kirche befindet sich ein Gedenkkreuz, das ursprünglich auf seinem Grab auf dem Eversburger Friedhof stand, aber nach Ablauf der Ruhezeit eingeebnet wurde.

## Ausstattung

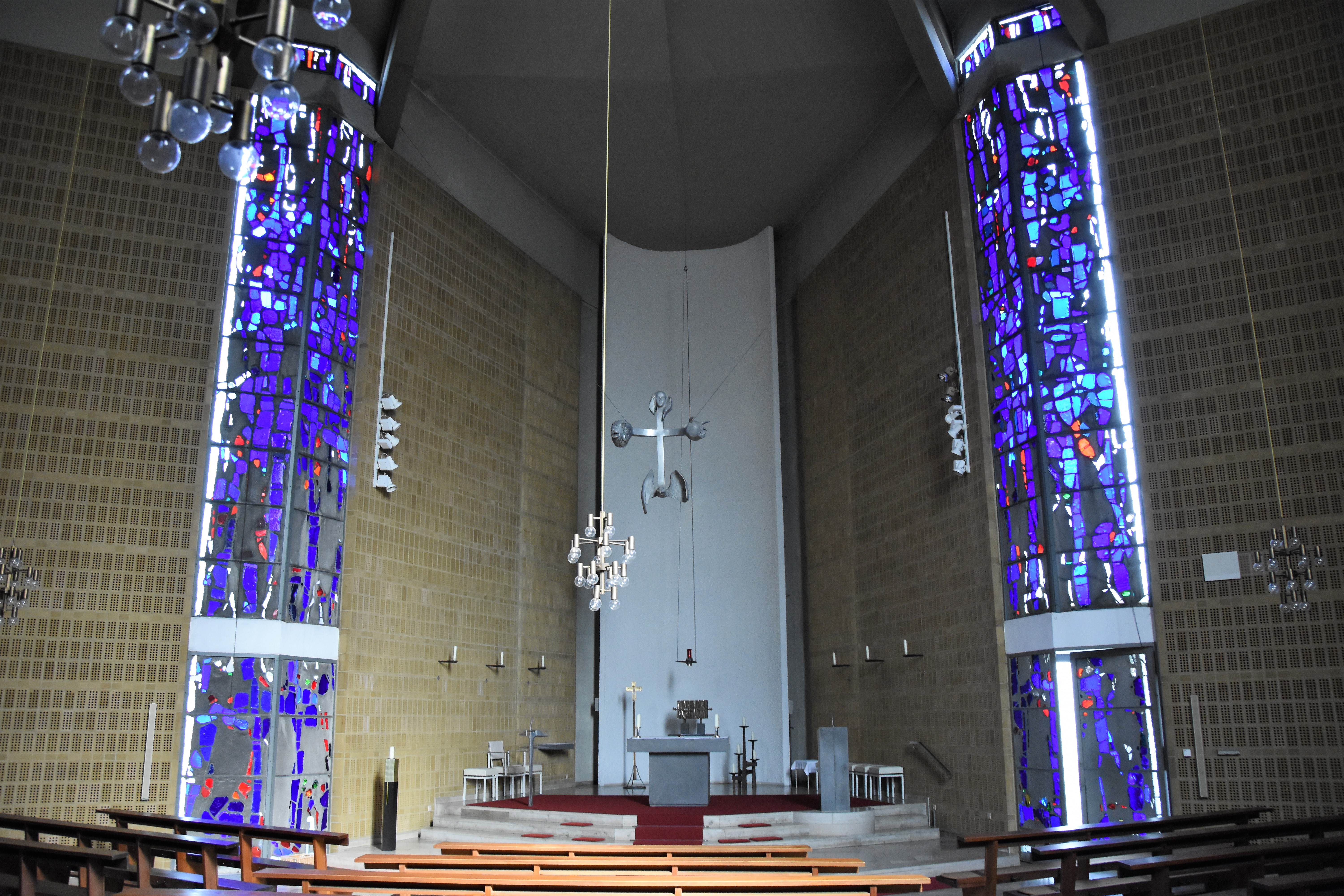
Altar der Kirche

Der Alfhausener Bildhauer Hermann Auf der Heide schuf den Tabernakelschrein, der das Aussehen einer Felsengruppe mit Bergkristallen gegeben wurde. Er soll an die Sage der St. Barbara erinnern.